# 富士電機テクニカ
富士電機テクニカ株式会社（ふじでんきテクニカ、英文社名：Fuji Electric Technica Co., Ltd. ）は、富士電機グループにおける中核事業会社の一つ富士電機機器制御株式会社（以下、FCS）傘下にあり、同社における器具を中心としたコンポーネントビジネスを国内全域において担う販売子会社である。

## 概要
販売子会社という位置づけではあるが、以前は一部製品に関しては製造または修理も扱っていた。
製造製品はFCSから移管されたものとなっていたが、旧・富士電機システムズ株式会社（以下、FES。現在は富士電機本体に統合）関連製品の一部も含まれる。これは富士電機グループ再編の影響で、FCSからシステム機器事業・電源事業のFESへの事業継承が行われた際に、それ以前にFCSからテクニカ社へ移管されていた同事業の製品に対しては事業継承の対象とならず、FESとの直接的な繋がりができていたためである。また、現在のFCSはシュナイダーエレクトリックグループとの合弁会社であるため、シュナイダーエレクトリックブランド製品の取扱もある。さらに、同じ分野の他社グループ製品も扱う。
ちなみに、シュナイダーエレクトリックとの合弁会社移行前の旧FCS法人で、現在のFCS法人の株式を保有していた富士電機アセッツマネジメント株式会社（以下、FAM）が旧FESに吸収合併されており、テクニカ社は、FCSだけでなく、富士電機本体からも直接支配を受けている。
FCSオンライン販売サービス「i-shopping」の運営も行っていたが、2011年3月に閉鎖された。
保守・修理等に関しては、カスタマエンジニアリング（CE）部門が所在していたが、同部門は2009年2月にFES傘下の富士電機FAサービス株式会社（FAS、旧・富士電機モーターサービス）に継承されている。ただし、これはFCS系とFES系のアフターサービスの分離・統合であって、FCS系のアフターサービスは継承の対象外であったが、2011年に保守・修理業務は全面撤退した。
2009年7月のFCS及びFESの営業再編によって器具を中心としたコンポーネントビジネスの販売子会社に位置づけられ、FCSとより連携した営業・販売体制が組まれることになり、本社もFCS本社内に移転、各地の拠点も順次統合されている。
ただし、富士電機グループの持株会社である富士電機株式会社がテクニカ社の株式・議決権を100%保有（有価証券報告書による）しており、合弁会社である現在のFCS法人は株式を保有していないことになり、富士電機直系にあると思われる。

## 取扱製品
- 富士電機機器制御製品：一部「テクニカ扱い」製品あり
  - 受配電機器
  - 制御機器
  - エネルギー管理機器
- シュナイダーエレクトリック製品
  - 受配電機器
  - 制御機器
  - 安全機器
  - エネルギー管理機器
- 富士電機製品：一部「テクニカ扱い」製造製品あり[4]
  - インバータ
  - サーボ
  - モータ
  - PLC
  - 電子デバイス
- 他社製品
  - トランス
  - コンデンサ
  - ボックス
  - 盤

## 事業所
所在地等詳細については公式サイトを参照。
- 本社／東京営業部（東京都中央区）
- 支店
  - 中部（愛知県名古屋市）
  - 関西（大阪府大阪市）
- 営業所
  - 高崎（群馬県高崎市）
  - 多摩（東京都立川市）
  - 東北（宮城県仙台市）
  - 静岡（静岡県静岡市）
  - 中国（広島県広島市）
  - 四国（香川県高松市）
  - 九州（福岡県福岡市）
- 出張所：秋田、岩手、郡山、富山、三島、神戸、福山、山口、島根、松山、北九州、熊本

## 沿革
- 1972年 - 株式会社富士汎電サービスを設立
- 1975年 - 富士電機の営業所・出張所にサービス工場設置
- 1977年 - 富士電機汎電サービス株式会社に社名変更
- 1985年 - 富士電機吹上サービス株式会社と合併し、富士電機テクニカ株式会社に社名変更
- 1993年 - 吹上事業所を富士電機エフテック株式会社に移管
- 1994年 - 機器商品サービス部門を富士電機から継承
- 1999年 - 本社を東京都板橋区舟渡に移転、倉庫・物流・CE（保守）拠点を併設する。富士電機カンパニー制導入に伴い、機器・制御カンパニーに属する子会社となる。
- 2003年 - 富士電機持株会社体制への移行に伴い、機器・制御部門：富士電機機器制御株式会社（FCS）の子会社となる
- 2004年 - インターネット販売サイト「i-shopping」運営開始
- 2006年 - ISO14001認証取得
- 2008年
  - 7月 - FCSから一部事業を富士電機システムズ株式会社（FES）に移管されたことによって機器・制御部門が電機システム部門に統合されたこと伴い、FCS・FES両社の影響下に入る
  - 10月 - FCSがシュナイダーエレクトリック社との合弁会社へ移行したことに伴い、資本上FCS旧法人である富士電機アセッツマネジメント株式会社（FAM）の子会社となる
- 2009年
  - 2月 - CE部門と富士電機モーターサービス株式会社が統合し、富士電機FAサービス株式会社を設立
  - 3月 - FAMがFESに吸収合併されたため、資本上はFESの子会社となる
  - 7月 - 富士電機グループ営業再編に伴い、事業再編を実施
    - FCS管轄に移管（ただし資本の継承は行われていない）され、器具を中心としたコンポーネントビジネスの販売子会社に位置づけられ、管理部門・倉庫拠点を除き、本社（営業部門）をFCS本社（東京都中央区日本橋大伝馬町）内に移転
    - 富士電機EIC株式会社・西日本富士電機株式会社・中部富士電機株式会社・九州富士電機株式会社・東北富士電機株式会社[5]が行っていたFCS関連事業を継承
    - 上記に伴う、一部営業所・出張所の整理を実施

  - 9月 - 資本金増資
  - 12月 - 本社舟渡事務所併設の倉庫・物流機能をFCS吹上事業所内に移転
- 2010年1月 - 舟渡事務所を本社大伝馬町事務所に統合、これにより舟渡事務所からは完全撤退
- 2011年3月 -「i-Shopping」閉鎖。倉庫・物流機能を富士物流京浜物流センター内に移転、京浜在庫センターとする。